# Economía de Lesoto
Lesoto es un país pequeño, montañoso, sin salida al mar, pobre y completamente cercado por el territorio de Sudáfrica en que 3/4 de su población vive en zonas rurales y se dedican a la agricultura de subsistencia. Su economía está basada en la agricultura, la ganadería, las manufacturas, y los ingresos de los trabajadores empleados en Sudáfrica. La mayoría de las familias subsisten con la agricultura o de la mano de obra emigrante, principalmente de los mineros de Sudáfrica durante 3 o 9 meses. Las tierras bajas occidentales son las mayor zona agrícola. Casi el 50% de la población debe obtener sus ingresos de los cultivos o de la ganadería, cerca de dos tercios de los ingresos del país provienen del sector agrícola.

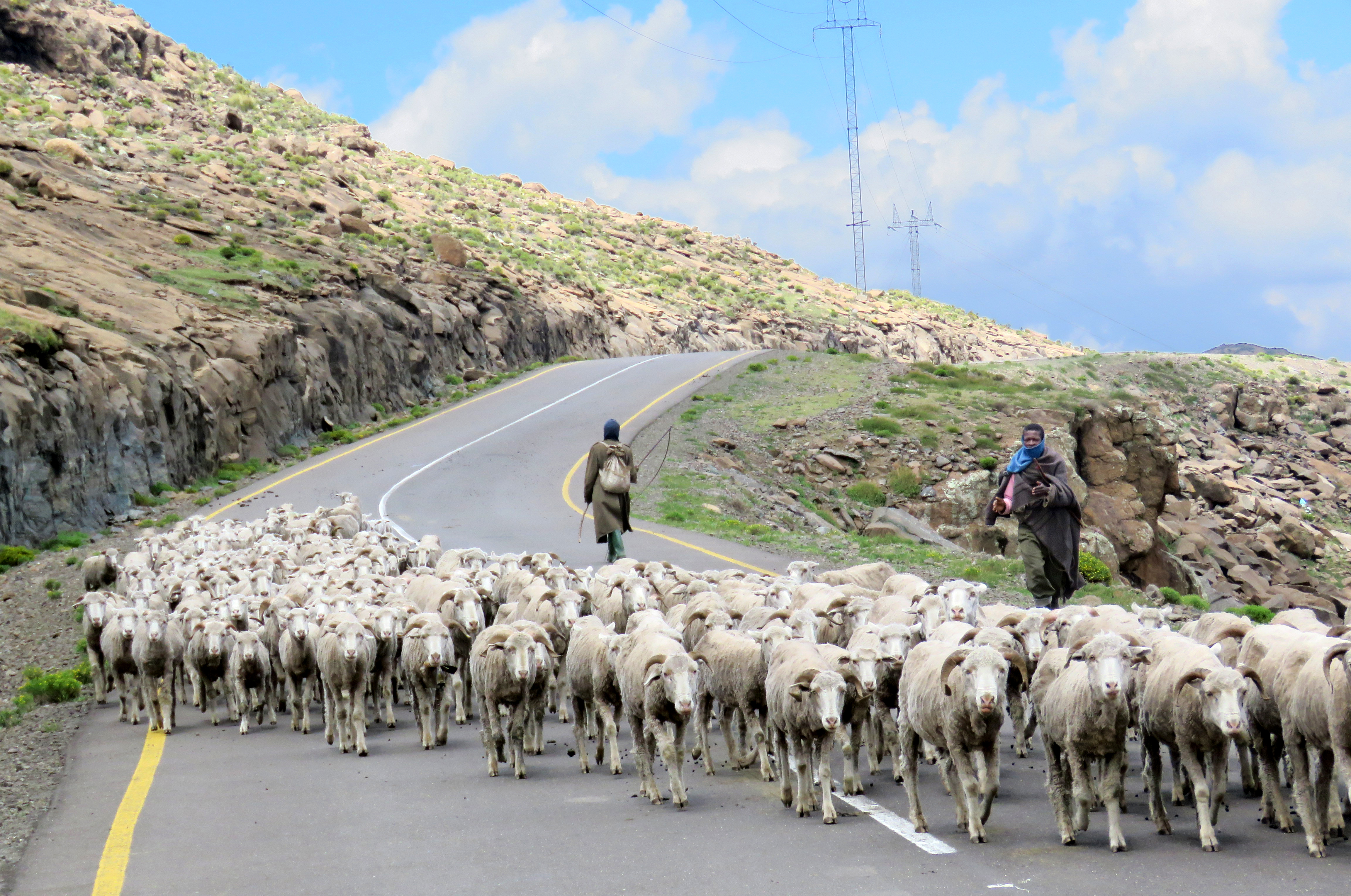
Ganadería.

El agua en Lesoto solo es otro recurso muy importante. Está siendo explotada desde hace 30 años, miles de billones de dólares han ganado con el proyecto (LHWP), que fue iniciado en 1986. El LHWP fue diseñado para capturar, almacenar y transportar el agua desde el río Orange y enviarlo a Sudáfrica y al área metropolitana de Johannesburgo, que cuenta con una gran concentración de la industria sudafricana. En la realización del proyecto, Lesoto debe ser casi completamente autosuficiente en la producción de electricidad y también obtener ingresos de la venta de electricidad a Sudáfrica. EL Banco Mundial, Banco Africano de Desarrollo, Banco Europeo de Inversiones, y muchos otros donantes bilaterales están financiando el proyecto.
Hasta que tuvo lugar la inseguridad política de septiembre de 1998, la economía de Lesoto ha crecido constantemente desde 1992. Los disturbios, sin embargo, destruyeron casi el 80% de la infraestructura comercial en Maseru y otras dos ciudades importantes, teniendo un efecto desastroso en el desarrollo del país. Sin embargo, Lesoto ha completado varios Programas de Ajuste Estructural del FMI, y la inflación se redujo sustancialmente en el transcurso de la década de 1990. El déficit comercial de Lesoto, sin embargo, es bastante grande, cuyas exportaciones representan sólo una pequeña fracción de las importaciones. Lesoto ha recibido ayuda económica de una variedad de fuentes, incluyendo los Estados Unidos, el Banco Mundial, el Reino Unido, la Unión Europea, España y Alemania.
Lesoto tiene casi 6.000 kilómetros de pavimento y modernas carreteras asfaltadas. Hay una línea de ferrocarril de corta duración (de mercancías), que conecta con Sudáfrica, aunque es totalmente propiedad de Sudáfrica. Lesoto, es miembro de la Unión Aduanera Sudafricana (SACU) en la que se han eliminado los aranceles sobre el comercio de bienes entre otros países miembros, que también incluyen Botsuana, Namibia, Sudáfrica y Suazilandia. Lesoto, Suazilandia, Namibia y Sudáfrica también presentan una moneda común y el área de control de cambios se conoce como la Zona Monetaria Rand que utiliza el rand sudafricano como moneda común. En 1980, Lesoto introdujo su propia moneda, el loti (plural: maloti). Un centenar de lisente equivalen a un Loti. El Loti está a la par con el rand.

## Otras Estadísticas
Ingresos y consumición en porcentaje por casa.

Mayor 10%:
```
(1986-87)
```

Índice de crecimiento en la producción industrial
19.7% (1995)
Producción de Electricidad:
0
Producción de electricidad por fuente:

Combustibles fósiles:
0%

Hidroeléctrica:
0%

Nuclear:
0%

Otras:
0% (1998)
Consumo de Electricidad:
209 GWh (1998)
Exportación de Electricidad:
0 kWh (1998)
Importación de Electricidad:
209 GWh (1998)
Producción Agrícola:
maíz, trigo, legumbres, sorgo, cebada; Ganadería
Moneda:
1 loti (L) = 100 lisente; nota - maloti (M) es la forma plural de un Loti.
Tasas de cambio
maloti (M) por US$1 - 6.12439 (January 2000), 6.10948 (1999), 5.52828 (1998), 4.60796 (1997), 4.29935 (1996), 3.62709 (1995);